# Eurodryas artemis
Eurodryas artemis är en fjärilsart som beskrevs av Denis och Ignaz Schiffermüller 1775. Eurodryas artemis ingår i släktet Eurodryas och familjen praktfjärilar. Inga underarter finns listade i Catalogue of Life.